# Ketanda
Ketanda is een bestuurslaag in het regentschap Banyumas van de provincie Midden-Java, Indonesië. Ketanda telt 4210 inwoners (volkstelling 2010).